# Lažiště
Lažiště (en allemand : Groß Laschitz, précédemment Laschitz) est une commune du district de Prachatice, dans la région de Bohême-du-Sud, en République tchèque. Sa population s'élevait à 313 habitants en 2023.

## Géographie
Lažiště se trouve à 7 km au nord-ouest de Prachatice, à 41 km à l'ouest-nord-ouest de České Budějovice et à 122 km au sud-sud-ouest de Prague.
La commune est limitée par Vlachovo Březí au nord, par Dvory à l'est, par Zábrdí et Drslavice au sud et par Šumavské Hoštice et Žárovná à l'ouest.

## Histoire
La première mention écrite du village date de 1352.

## Transports
Par la route, Lažiště se trouve à 6 km de Husinec, à 11 km de Prachatice, à 48 km de Ceské Budejovice et à 152 km de Prague.